# Samuel Maoz
Samuel Maoz (en hébreu שמואל (שמוליק) מעוז) est un réalisateur israélien né le 23 mai 1962 à Tel Aviv.
Lebanon, son premier long-métrage de fiction, a obtenu le Lion d'or à la Mostra de Venise en 2009. Et son deuxième film Foxtrot a remporté le Lion d'argent également à la Mostra de Venise, cette fois en 2017.

## Filmographie
- 2000 : Totale éclipse (film documentaire)
- 2009 : Lebanon
- 2017 : Foxtrot